# Emmanuel Geeurickx

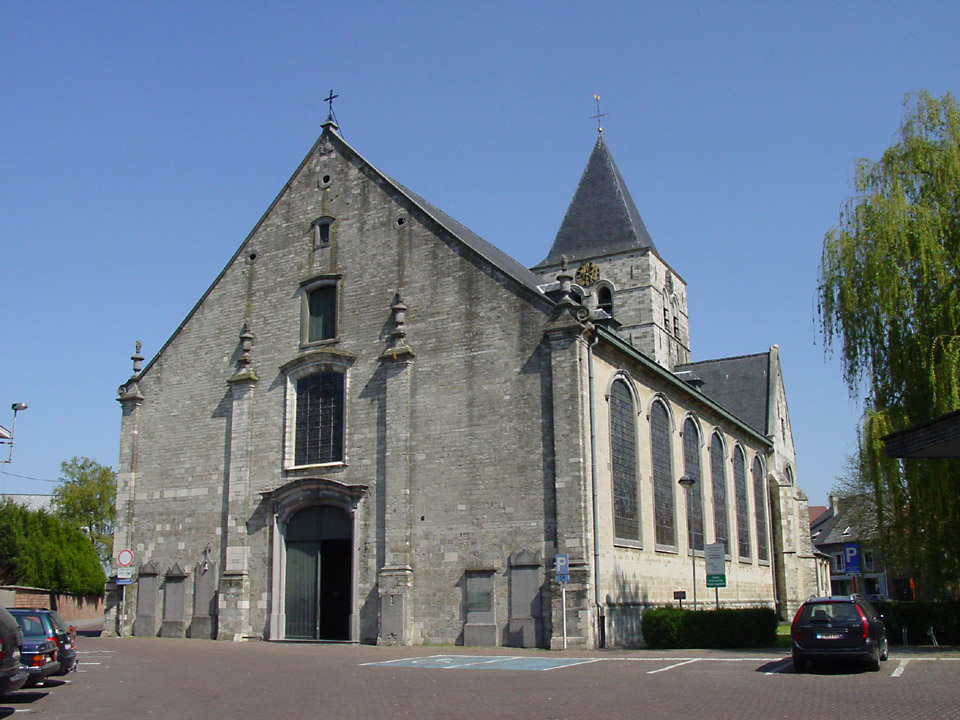
Sint-Pauluskerk, waar zowel vader als zoon Geeurickx organist was

Emmanuel Geeurickx (Opwijk, 25 maart 1925 – Asse, 3 juni 2013) was een Belgisch componist, muziekpedagoog en ook pianist, organist.
Zijn muziekopleiding kreeg hij in eerste instantie van zijn vader Karel-Lodewijk Geeurickx, die koster en organist was in de Sint-Pauluskerk te Opwijk. Later volgden lessen van Lode Van Dessel in Turnhout en Edgard De Laet in Mechelen (orgel). Belangrijk was het musiceren, maar hij kreeg ook lessen in musicologie en compositieleer van respectievelijk André Souris en Charles Van den Borren en Antoine Auda. Hij studeerde aan het Lemmensinstituut in Mechelen en het Koninklijk Conservatorium Brussel. Andere docenten waren Francis de Bourguignon en Jean Absil. Tijdens zijn studie haalde hij diverse eerste prijzen.
In 1952 volgde hij zijn vader op als organist in Opwijk. Hij begon in 1956 zelf (in eerste instantie als interim) les te geven aan het Vlaams Conservatorium in Antwerpen, nadat hij in 1955 aldaar een eerste prijs had gehaald op het vakgebied fuga. In 1957 werd hij directeur van de gemeentelijke muziekschool van Asse, die hij omdoopte tot de Muziekacademie August De Boeck (later Kunstenacademie August De Boeck Asse). August De Boeck was namelijk zijn lievelingscomponist, hij was later dan ook lid van het August De Boeckfonds, bracht het gehele oeuvre van die componist opnieuw in beeld en voltooide diens In de schuur. In 1964 volgde een aanstelling als leraar harmonieleer bij het Vlaams Conservatorium in Antwerpen. In 1990 ging hij bij beide instellingen met pensioen en werd toen eredirecteur in Asse en ereprofessor in Antwerpen.
In die tussentijd deed Geeurickx studies naar middeleeuwse liederen met Nederlandse tekst in bibliotheken in Frankrijk (1952) en in Duitsland en Oostenrijk (1961). Voorts was hij enige tijd lid van de Raadgevende Commissie voor het Muziekonderwijs en de Gemengde Overlegcommissie voor het Hoger en Secundair Muziekonderwijs. Van zijn hand verschenen tevens de boekwerken De figuratie in de harmonie (1969) en Functionele harmonie (1973).
Ondertussen verschenen van hem ook een aantal composities in allerlei genres van missen (Missa in Navitate Domini) en cantates tot pianowerken (een elegie en toccata) en kamermuziek (Divertimento voor twee trompetten en piano).
Hij overleed in het Onze-Lieve-Vrouwziekenhuis te Asse.
- International Standard Name Identifier: 0000 0000 3923 5035
- Library of Congress Control Number: no93015158
- MusicBrainz: 4c1088fc-08f1-47af-b168-7c2023187172
- Virtual International Authority File: 66041794
- WorldCat: E39PBJbtkTvCf9Mc7gWjh7RR8C